# Divisionsalgebra
| Divisionsalgebra                                        |
|                                                         |
| berührt die Spezialgebiete                              |
| - Mathematik - Abstrakte Algebra - Lineare Algebra      |
|                                                         |
| ist Spezialfall von                                     |
| - Algebra - Quasikörper (für Divisionsalgebra mit Eins) |
|                                                         |
| umfasst als Spezialfälle                                |
| - Schiefkörper - Oktaven                                |

Divisionsalgebra ist ein Begriff aus dem mathematischen Teilgebiet der abstrakten Algebra. Grob gesprochen handelt es sich bei einer Divisionsalgebra um einen Vektorraum, in dem man Elemente multiplizieren und dividieren kann.

## Definition und Beispiel
Eine Divisionsalgebra ist eine nicht notwendigerweise assoziative Algebra {\displaystyle D\neq \{0\}}, in der zu je zwei Elementen {\displaystyle a,b\in D,a\neq 0,} die Gleichungen {\displaystyle a\times x=b} und {\displaystyle y\times a=b} stets eindeutige Lösungen {\displaystyle x,y\in D} besitzen. Dabei bezeichnet {\displaystyle \times } die Vektormultiplikation in der Algebra. Das ist im endlich-dimensionalen Fall gleichbedeutend damit, dass die Algebra frei von Nullteilern ist.
Enthält die Divisionsalgebra ein Einselement, so dass für alle {\displaystyle a\in D} gilt, dass {\displaystyle a\times 1=1\times a=a}, so spricht man von einer Divisionsalgebra mit Eins.
Beispiel einer Divisionsalgebra ohne Einselement mit den beiden Einheiten {\displaystyle e_{1}} und {\displaystyle e_{2}}, die mit beliebigen reellen Zahlen multipliziert werden können:
{\displaystyle {\begin{matrix}e_{1}\times e_{1}&=&+e_{1}\\e_{1}\times e_{2}&=&-e_{2}\\e_{2}\times e_{1}&=&-e_{2}\\e_{2}\times e_{2}&=&-e_{1}\end{matrix}}}

## Sätze über reelle Divisionsalgebren
Eine endlichdimensionale Divisionsalgebra über den reellen Zahlen hat stets die Dimension 1, 2, 4 oder 8. Das wurde 1958 mit topologischen Methoden von John Milnor und Michel Kervaire bewiesen.
Die vier reellen, normierten, Divisionsalgebren mit Eins sind (bis auf Isomorphie):
- die reellen Zahlen selbst
- die komplexen Zahlen
- die Quaternionen
- die Oktaven auch Oktonionen oder Cayley-Zahlen.

Dieses Resultat ist als Satz von Hurwitz (1898) bekannt. Alle außer den Oktaven erfüllen das Assoziativgesetz der Multiplikation.
Jede reelle, endlichdimensionale und assoziative Divisionsalgebra ist isomorph zu den reellen Zahlen, den komplexen Zahlen oder zu den Quaternionen; dies ist der Satz von Frobenius (1877).
Jede reelle, endlichdimensionale kommutative Divisionsalgebra hat maximal die Dimension 2 als Vektorraum über den reellen Zahlen (Satz von Hopf, Heinz Hopf 1940). Dabei wird Assoziativität nicht vorausgesetzt.

## Topologische Beweise der Existenz von Divisionsalgebren über den reellen Zahlen
Heinz Hopf zeigte 1940, dass die Dimension einer Divisionsalgebra eine Potenz von 2 sein muss. 1958 zeigten dann Michel Kervaire und John Milnor unabhängig voneinander unter Benutzung des Periodizitätssatzes von Raoul Bott über Homotopiegruppen der unitären und orthogonalen Gruppen, dass die Dimensionen {\displaystyle 1}, {\displaystyle 2}, {\displaystyle 4} oder {\displaystyle 8} sein müssen (entsprechend den reellen Zahlen, den komplexen Zahlen, den Quaternionen und Oktonionen). Letztere Aussage konnte bisher nicht rein algebraisch bewiesen werden. Der Beweis wurde von Michael Atiyah und Friedrich Hirzebruch auch mit Hilfe der K-Theorie formuliert.
Dazu betrachtet man nach Hopf die Multiplikation einer Divisionsalgebra der Dimension {\displaystyle n} über den reellen Zahlen als stetige Abbildung {\displaystyle \mathbb {R} ^{n}\times \mathbb {R} ^{n}\to \mathbb {R} ^{n}} oder eingeschränkt auf Elemente der Länge {\displaystyle 1} (man teile durch die Norm der Elemente, diese ist ungleich null für Elemente ungleich null da eine Divisionsalgebra nullteilerfrei ist) als Abbildung {\displaystyle S^{n-1}\times S^{n-1}\to S^{n-1}}. Hopf bewies, dass es eine solche ungerade Abbildung (das heißt {\displaystyle f(-x,y)=-f(x,y)=f(x,-y)}) nur gibt, wenn {\displaystyle n} eine Potenz von {\displaystyle 2} ist. Dazu benutzte er die Homologiegruppen des projektiven Raums. Es gibt weitere äquivalente Formulierungen zur Existenz von Divisionsalgebren der Dimension {\displaystyle n}:
- Die Sphäre {\displaystyle S^{n-1}} (oder der projektive Raum {\displaystyle \mathbb {P} ^{n-1}}) ist parallelisierbar (das heißt, es gibt zu jedem Punkt {\displaystyle x} von {\displaystyle S^{n-1}} (n-1) linear unabhängige Vektoren, die stetig von {\displaystyle x} abhängen und senkrecht auf {\displaystyle x} stehen).
- Es gibt Vektorraumbündel {\displaystyle E} über {\displaystyle S^{n-1}} mit Stiefel-Whitney Kohomologieklasse {\displaystyle w_{n}(E)} ungleich null.
- Es gibt eine Abbildung {\displaystyle f\colon S^{2n-1}\to S^{n}} mit ungerader Hopf-Invariante (siehe Hopf-Verschlingung). Frank Adams zeigte, dass solche Abbildungen nur für {\displaystyle n\in \{2,4,8\}} existieren.[6][7]

## Anwendung
- Divisionsalgebren mit Einselement sind Quasikörper (nicht unbedingt umgekehrt). Daher liefert jedes Beispiel einer Divisionsalgebra {\displaystyle D} in der synthetischen Geometrie ein Beispiel für eine Affine Translationsebene {\displaystyle D^{2}}.